# Zdeněk Janík

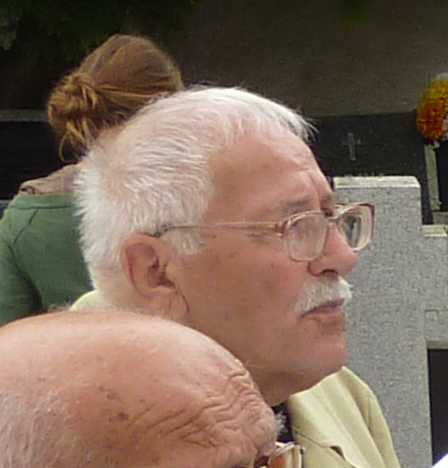
Zdeněk Janík, 2011

Zdeněk Janík (* 7. Oktober 1923 in Brno; † 3. April 2022 in Prag) war ein tschechischer Dichter.
Er war zunächst als Lehrer und Redakteur tätig und arbeitete einige Zeit als Korrektor. Er war Mitglied des Dorfes der Schriftsteller (Obec spisovatelů), des PEN-Klubs und im Syndikat der Journalisten (Syndikát novinářů).

## Nachweise
1. ↑  http://www.ctenizpisku.cz/cteni_autori/janik-zdenek/

| Personendaten    | Personendaten         |
| ---------------- | --------------------- |
| NAME             | Janík, Zdeněk         |
| KURZBESCHREIBUNG | tschechischer Dichter |
| GEBURTSDATUM     | 7. Oktober 1923       |
| GEBURTSORT       | Brno                  |
| STERBEDATUM      | 3. April 2022         |
| STERBEORT        | Prag                  |